# Amalrik IX van Thouars
Amalrik IX van Thouars (circa 1225 - 11 december 1256) was van 1246 tot aan zijn dood burggraaf van Thouars.

## Levensloop
Amalrik IX was de oudste zoon van burggraaf Gwijde I van Thouars uit diens huwelijk met Alix van Mauléon, dochter van burggraaf Savary van Mauléon.
In 1246 volgde hij zijn oom Amalrik VIII op als burggraaf van Thouars. Toen hij aan de macht kwam, huldigde hij Alfons van Poitiers, die zijn broer, koning Lodewijk IX van Frankrijk, vertegenwoordigde. Ook erfde hij via zijn moeder de talrijke landgoederen van het huis Mauléon.
Amalrik was vanaf 1246 gehuwd met Margaretha van Lusignan (1220-1283), dochter van heer Hugo X van Lusignan en gravin Isabella van Angoulême. Margaretha was langs moederkant een halfzus van koning Hendrik III van Engeland. Ze kregen volgende kinderen:
- Gwijde II (1253-1308), burggraaf van Thouars
- Hugo

Amalrik IX van Thouars overleed in december 1256. Hij werd opgevolgd door zijn jongere broer Reinoud I.